# Old school (term)
De term old school (ook geschreven als old-school, old skool of oldskool) wordt gebruikt om naar een bepaalde periode in het verleden te verwijzen. Zo wordt de term bijvoorbeeld vaak gebruikt om perioden binnen muziekgenres te duiden. Bijvoorbeeld housemuziek uit de jaren 1991–1992, dat nu old school wordt genoemd nadat door de jaren vele substromingen ontstonden. Zo is er ook old-school punk, old-school hip-hop etc. Wat betreft house: veel old-schoolgeluiden (samples) worden tot op vandaag gebruikt binnen de hardstyle, jump, jungle en andere dance-stromingen.
Tegenwoordig wordt de term old school ook gebruikt om gebeurtenissen en handelingen aan te duiden van het verleden. Als men iets doet dat old school is dan gaat men iets doen wat vroeger veel gedaan werd. In deze context wordt het vaak gebruikt door jongeren.